# Le grotte nelle montagne
Le grotte nelle montagne è un romanzo fantasy del 1973 della scrittrice britannica Mary Stewart. È il secondo libro della trilogia che narra delle gesta di Mago Merlino (narrati in prima persona da Merlino stesso).

## Trama
La storia si sviluppa lungo il regno di Uther Pendragon e termina con l'ascesa di Artú al trono di Sommo Re della Britannia.
Morto Re Ambrogio (padre di Merlino), il regno passa nelle mani del fratello Uther, che cerca di concludere l'opera di Ambrogio. Merlino ritorna alla sua montagna per attendere che Uther lo mandi a chiamare. Per l'incoronazione, Uther manda a chiamare Merlino perché si è innamorato di Ygraine, moglie del duca di Cornovaglia, Gorlois. Merlino organizza uno stratagemma per permettere ad Uther ed Ygraine di vedersi e, nella stessa notte in cui i due divengono amanti, Gorlois muore. Merlino torna alla sua grotta ed attende di essere chiamato per prendersi cura del frutto di quella notte.
In una notte di Natale, a Tintagel, nasce Artù, che verrà affidato a Merlino per allontanarlo dalla corte di Britannia e portarlo presso la corte bretone del cugino del Sommo Re. Per proteggere il bambino, Merlino organizza uno stratagemma che sembrerà far scomparire il bambino nel nulla insieme a lui. Per distogliere ulteriormente l'attenzione, Merlino comincia un lungo viaggio in giro per il mondo conosciuto, al fine di aumentare le proprie conoscenze e di recuperare una magica spada.
Alla fine della vita di Re Uther, Merlino, accompagnato da un ragazzetto quattordicenne, tornerà per infondere quel coraggio che ancora una volta porterà le truppe alla vittoria contro i sassoni. Artù verrà dichiarato erede del Re e, dopo aver gettato il seme della propria fine, salirà al trono nonostante i tiri mancini di chi tenterà di portarglielo via.